# Stabiliteits- en Groeipact
Het Stabiliteits- en Groeipact (SGP) is een reeks afspraken tussen landen van de Economische en Monetaire Unie (de 'eurozone') die de waardevastheid van de euro moeten garanderen.

## Doelstelling
Het pact is in 1997 tot stand gekomen met als doel de stabiliteit van de nieuwe Europese munt, de euro, te garanderen. De gedachte was en is als in veel landen de tekorten uit de hand lopen, dat leidt tot opdrijving van de rente en tot een verzwakking van de munt door hogere inflatie. Een oplopende schuld kan in extreme gevallen zelfs leiden tot het faillissement van overheden. Dat leek voor Europa wellicht ondenkbaar, maar de kosten van vergrijzing zouden in bijna alle landen van de EU tot exploderende schuldquotes kunnen leiden. Regeringen maakten al in het Verdrag van Maastricht afspraken over een maximaal begrotingstekort van 3% van het bruto binnenlands product (bbp) en een maximale overheidsschuld van 60% van het bbp. In het Stabiliteitspact werden die afspraken nader ingevuld en werd afgesproken wat moet gebeuren als landen toch een hoger tekort hebben. Landen als Nederland en Duitsland wilden hier harde afspraken over voordat ze hun eigen, sterke munt zouden inruilen voor de euro.

## Begrotingstekort
Belangrijk in het pact zijn de afspraken met betrekking tot het begrotingstekort: wanneer lidstaten te veel geld zouden uitgeven, dreigt namelijk inflatie. Deze regel houdt concreet in dat het financieringstekort niet meer dan 3 procent van het bbp mag bedragen.
In tijden van een economische recessie zijn met name de regels met betrekking tot het begrotingstekort hinderlijk, wat voor sommige landen (Duitsland, Frankrijk) in 2003 reden was deze regels te overtreden. De Nederlandse minister van Financiën Gerrit Zalm maakte zich hier erg kwaad over en eiste sancties, hoewel het Centraal Planbureau later berekende dat Nederland deze grens ook dreigde te overschrijden. De Europese Commissie vroeg daarop het Europees Hof van Justitie naar een oordeel over het overtreden van het stabiliteitspact. Het Hof oordeelde op 13 juli 2004 dat landen een boete kunnen krijgen als ze het pact schenden.

### Toezicht
In 2011 zijn de afspraken verscherpt en is het toezicht uitgerust met een "correctieve arm" en een "preventieve arm".

#### Correctieve arm
De correctieve arm geldt voor lidstaten die een overheidstekort hebben van meer dan 3 procent van het bbp.. Als deze situatie zich voordoet dan doet de Europese Commissie een aanbeveling om het tekort te reduceren. Maatregelen kunnen ook worden genomen op basis van de schuldenregel. Deze regel toetst of de staatsschuld van een lidstaat in voldoende mate daalt. Lidstaten met een schuld hoger dan 60% van het bbp moeten, op basis van de schuldenregel, het deel van de overheidsschuld boven de 60% jaarlijks met gemiddeld een twintigste deel terugbrengen.

#### Preventieve arm
Hierbij gelden als begrotingsregels de middellangetermijndoelstelling (Engels: Medium Term Objective, ook wel afgekort als MTO) en de uitgavenregel. Het doel hierbij is gericht op houdbare overheidsfinanciën en bevatten een veiligheidsmarge ten opzichte van het maximaal toegestane begrotingstekort en maken een anticyclische begrotingspolitiek mogelijk. De uitgavenregel bepaalt dat overheidsuitgaven niet harder mogen stijgen dan de potentiële economische groei. Hierbij wordt ook rekening gehouden wordt met de afstand tot de MTO.
De Europese Commissie stelt de MTO iedere drie jaar vast in de vorm van een minimaal structureel saldo. Het structureel saldo is het feitelijke overheidstekort geschoond voor invloeden van de economische conjunctuur en incidentele budgettaire baten en kosten. Zolang de MTO nog niet is bereikt, dienen lidstaten hun begroting aan te passen zodat het saldo naar het gewenste niveau tendeert.

### Sancties
Het pact kent als uitgangspunt de regel dat als de Raad van de Europese Unie (kortweg: de Raad) bij een lidstaat een buitensporig tekort vaststelt, deze lidstaat dit in het volgende jaar dient te hebben gecorrigeerd.
Met de inwerkingtreding van het versterkte Stabiliteits- en Groeipact in december 2011 zijn de regels aangescherpt. Dit betekent met name dat er eerder dan in het verleden een boete kan worden gegeven. Nu kan dat al direct worden voorgesteld door de Commissie indien een lidstaat naar het oordeel van de Commissie en de Raad geen effectieve actie heeft ondernomen.
Een eventuele boete zal de grootte hebben van 0,2% van het bbp van het voorgaande jaar in de betreffende lidstaat. De boete is een echte boete, en geen deposito dat na correctie van het buitensporig tekort weer vrijvalt aan de lidstaat, zoals het rentedragende deposito dat bijvoorbeeld kan worden opgelegd wanneer lidstaten zich niet aan de afspraken in de preventieve arm van het pact houden. Wanneer een euroland blijvend niet voldoet aan deze aanbevelingen kan door de Raad, op voordracht van de Commissie jaarlijks een nieuwe boete worden opgelegd. De totale jaarlijkse boete is gemaximeerd op 0,5% van het bbp.

#### België
In België werd dit sanctiemechanisme voorgelegd aan het Belgische Grondwettelijk Hof. Dit Hof oordeelde op 28 april 2016 in het arrest 62/2016 dat er geen sprake was van schending van de Belgische Grondwet. Het oordeelde echter ook voor de eerste keer dat het wel toezicht mag houden op de Europese mechanismes, en dat deze geen afbreuk mogen doen aan de grondwettelijke rechten en de soevereiniteit van de Belgische natie. Het is nog niet duidelijk in welke mate deze uitspraak uitzonderingen gaat inhouden in de richting van een voorrang van Belgische grondwetsbepalingen. Want hoewel de Raad van State aangeeft dat België bij de omzetting van Europees recht in overeenstemming met de grondwet moet handelen,:p.27  gaat zij in adviezen en arresten uit van de voorrang van de Europese verdragen boven de Grondwet.:27:p.21-29
:p.16 Daarvoor wordt gesteund op artikel 34 van de Grondwet.

#### Nederland
Op 2 december 2009 besloot de Ecofin Raad voor Nederland in het kader van de correctieve arm van het pact officieel de buitensporigtekortprocedure te starten. Vanwege de economische en financiële crisis werd voor Nederland, net als voor veel andere lidstaten, een deadline voor het corrigeren van het buitensporige vastgesteld die verder weg lag dan het uitgangspunt van correctie binnen een enkel jaar.
Een eventuele boete van 0,2% van het bbp zou voor Nederland neerkomen op zo’n 1,2 miljard euro. De maximale jaarlijkse boete van 0,5% van het bbp zou voor Nederland circa 3 miljard euro zijn.

## Naleving
De naleving van het pact is erg verschillend: terwijl de correctieve arm doorgaans goed wordt opgevolgd, is dat veel minder of niet het geval met de preventieve arm.
Naar aanleiding van de coronapandemie onderschreef de Europese Raad van ministers van financiën in maart 2020 het inroepen door de Europese Commissie van de algemene ontsnappingsclausule van het Pact, als gevolg van de ernstige economische neergang. De Franse regering kantte zich in september 2020 tegen een terugkeer naar de regels van het Pact, na de coronacrisis.
De Europese Commissie stelde in april 2023 een nieuwe reeks wetgeving voor om de bestaande regels te moderniseren, en op 20 december 2023 bereikten de ministers van financiën een akkoord over een aanpassing van de begrotingsregels: de referentiewaarden van een maximale schuldgraad van 60 procent en een maximaal begrotingstekort van 3 procent blijven behouden. wel kunnen landen met een te hoge staatsschuld (meer dan 60 procent van het bbp) – België, met een schuld van 105 procent, zit in die situatie – geleidelijker afbouwen. In plaats van jaarlijks 5 procent vermindering van de schuld, zou minimaal 1 procentpunt volstaan. Landen met een hoge staatsschuld moeten ook hun begrotingstekort onder controle brengen: maximaal 1,5 procent. “Het verschil tussen de oude begrotingsregels, waarvan de toepassing sinds het uitbreken van de coronacrisis opgeschort is, en de nieuwe, is dat die laatste geloofwaardig zijn”, aldus de Duitse minister Lindner; “de oude regels waren strikt op papier, maar niet in realiteit.” Begin 2024 volgde succesvol overleg met het Europees Parlement, in afwachting van definitieve goedkeuring. 

## Kritiek
Het IMF oordeelde in 2014 dat het Pact te ingewikkeld was geworden, dat door zwakke handhaving de begrotingsdoelstellingen slecht waren nagekomen, en dat het SGP mogelijk overheidsinvesteringen ontmoedigt.
Een aantal economen, onder meer van de Verenigde Naties en de Belgische econoom Paul De Grauwe, twijfelt sowieso aan de grondslag van het Pact, namelijk de wenselijkheid van een begrotingsevenwicht. Integendeel, volgens die economen dreigt de besparingsparadox, en verhindert een strikt begrotingsevenwicht het noodzakelijk expansief beleid in perioden van recessie en massawerkloosheid, en zou dit soort begrotingsregels in de praktijk leiden tot een quasi-permanente bezuinigingspolitiek.